# Schela (Galați)
Schela è un comune della Romania di 3 667 abitanti, ubicato nel distretto di Galați, nella regione storica della Moldavia.
Il comune è formato dall'unione di 2 villaggi: Negrea e Schela.
Quest'ultimo, più ampio, conta circa 2 600 abitanti mentre i restanti 800 risiedono a Negrea. Il 7% della popolazione è impiegata nell'agricoltura mentre i giovani si trasferiscono a studiare presso grandi città, già dai 14 anni, spesso a tempo indeterminato; le ragazze, rinomate per la loro bellezza, sono più inclini dei ragazzi a questi spostamenti;
La religione tradizionale nel villaggio è quella ortodossa. Oltre l'80% della popolazione attuale ammette di essere di religione ortodossa, secondo l'ultimo censimento. Ci sono tuttavia anche aderenti pentecostali.